# Morti nel 1981/Aprile
| Questa pagina contiene informazioni ricavate automaticamente dalle voci biografiche con l'ausilio del template Bio e di un bot. L'aggiornamento è periodico e automatico e ricostruisce completamente la pagina. Se manca una persona in questa lista, sei pregato di non aggiungerla, ma accertati piuttosto che la sua voce biografica contenga il template Bio e che i dati anagrafici siano correttamente compilati. Se il template Bio manca, inseriscilo tu stesso o, in alternativa, metti l'avviso {{tmp\|Bio}} che ne segnala la mancanza. Se i dati riportati sono sbagliati, correggi direttamente la voce biografica; le modifiche saranno visibili in questa lista entro pochi giorni. Per chiarimenti vedi il progetto biografie. La lista contiene solo le 86 persone che sono citate nell'enciclopedia e per le quali è stato implementato correttamente il template Bio. Pagina aggiornata al 3 mar 2024. |

- 1º aprile - Carlo Alianello, scrittore e sceneggiatore italiano (n. 1901)
- 1º aprile - Agnija Barto, poetessa e sceneggiatrice sovietica (n. 1906)
- 1º aprile - Karl Bechert, fisico e politico tedesco (n. 1901)
- 1º aprile - D. F. Jones, scrittore di fantascienza britannico (n. 1918)
- 3 aprile - Cecelia Ager, critica cinematografica statunitense (n. 1902)
- 3 aprile - Leo Kanner, psichiatra austriaco (n. 1894)
- 3 aprile - Rudolf Krčil, allenatore di calcio e calciatore cecoslovacco (n. 1906)
- 3 aprile - Juan Trippe, imprenditore statunitense (n. 1899)
- 4 aprile - Luciana Reali, ginnasta italiana (n. 1936)
- 4 aprile - Armando Riccardi, avvocato e politico italiano (n. 1902)
- 4 aprile - Carl Ludwig Siegel, matematico tedesco (n. 1896)
- 5 aprile - Franco Gentilini, pittore italiano (n. 1909)
- 5 aprile - Émile Hanse, calciatore belga (n. 1892)
- 5 aprile - Bob Hite, cantante e musicista statunitense (n. 1943)
- 5 aprile - Mitsuko Mito, attrice giapponese (n. 1919)
- 5 aprile - Fiamma Vigo, gallerista, pittrice e collezionista d'arte italiana (n. 1908)
- 6 aprile - Alfredo Guarini, regista, sceneggiatore e produttore cinematografico italiano (n. 1901)
- 7 aprile - Lorne Carr-Harris, hockeista su ghiaccio britannico (n. 1899)
- 7 aprile - Raffaele Cinotti, militare italiano (n. 1953)
- 7 aprile - Tommy Keenan, cestista irlandese (n. 1923)
- 7 aprile - Paride Pozzi, architetto italiano (n. 1895)
- 7 aprile - Norman Taurog, regista e sceneggiatore statunitense (n. 1899)
- 8 aprile - Alberto Bandini Buti, ingegnere e giornalista italiano (n. 1927)
- 8 aprile - Omar Bradley, generale statunitense (n. 1893)
- 8 aprile - Ruggero Cini, compositore, arrangiatore e direttore d'orchestra italiano (n. 1933)
- 8 aprile - Max Niehaus, scrittore tedesco (n. 1888)
- 8 aprile - Edward Russell, II Barone di Liverpool, giudice, storico e scrittore britannico (n. 1895)
- 8 aprile - Börje Tapper, calciatore svedese (n. 1922)
- 10 aprile - Willi Ritterbusch, politico tedesco (n. 1892)
- 11 aprile - Riccardo Riccardi, geografo e viaggiatore italiano (n. 1897)
- 12 aprile - Hans Chemin-Petit, compositore, direttore d'orchestra e insegnante tedesco (n. 1902)
- 12 aprile - Luigi Chiereghin, politico italiano (n. 1923)
- 12 aprile - Joe Louis, pugile e golfista statunitense (n. 1914)
- 13 aprile - Yasuhiko Asaka, principe e generale giapponese (n. 1887)
- 13 aprile - Crisant Bosch, calciatore spagnolo (n. 1907)
- 13 aprile - Jiří Schelinger, musicista cecoslovacco (n. 1951)
- 14 aprile - Sergio Amidei, sceneggiatore e produttore cinematografico italiano (n. 1904)
- 14 aprile - Carlos Víctor Aramayo, imprenditore boliviano (n. 1889)
- 14 aprile - Gustave Buchard, schermidore francese (n. 1890)
- 14 aprile - Ivan Galamian, violinista armeno (n. 1903)
- 14 aprile - Giuseppe Salvia, funzionario italiano (n. 1943)
- 15 aprile - Anton Fredrik Klaveness, armatore norvegese (n. 1903)
- 15 aprile - Lorenzo Guerrero Gutiérrez, politico nicaraguense (n. 1900)
- 15 aprile - Adolph Alexander Noser, arcivescovo cattolico statunitense (n. 1900)
- 15 aprile - Alfred Schläppi, bobbista svizzero (n. 1898)
- 15 aprile - John Thach, aviatore statunitense (n. 1905)
- 16 aprile - Effa Manley, dirigente sportiva statunitense (n. 1897)
- 16 aprile - Walter O'Malley, dirigente sportivo statunitense (n. 1903)
- 16 aprile - Dino Saccenti, partigiano e politico italiano (n. 1901)
- 16 aprile - Renaud de la Frégeolière, bobbista e dirigente sportivo francese (n. 1886)
- 17 aprile - Bruno Cirino, attore e regista teatrale italiano (n. 1936)
- 17 aprile - Hanns Kilian, bobbista tedesco (n. 1905)
- 18 aprile - James H. Schmitz, autore di fantascienza statunitense (n. 1911)
- 18 aprile - Boļeslavs Sloskāns, vescovo cattolico lettone (n. 1893)
- 18 aprile - Franz von Sonnleithner, diplomatico austriaco (n. 1905)
- 19 aprile - Jacques Berthe, pallanuotista francese (n. 1926)
- 19 aprile - Faele, drammaturgo, autore televisivo e paroliere italiano (n. 1922)
- 19 aprile - Roberto Lucifredi, politico e giurista italiano (n. 1909)
- 21 aprile - Dorothy Eady, scrittrice e egittologa inglese (n. 1904)
- 21 aprile - Fernand Saivé, ciclista su strada e pistard belga (n. 1900)
- 22 aprile - Umbro Apollonio, critico d'arte e saggista italiano (n. 1911)
- 22 aprile - Renato William Jones, dirigente sportivo britannico (n. 1906)
- 22 aprile - Maribel Lorenzo, cestista spagnola (n. 1946)
- 23 aprile - Stefano Bontate, mafioso italiano (n. 1939)
- 23 aprile - Angus Gillan, canottiere britannico (n. 1885)
- 23 aprile - Josep Pla, scrittore e giornalista spagnolo (n. 1897)
- 23 aprile - Zoltán Zelk, poeta ungherese (n. 1906)
- 23 aprile - Nietta Zocchi, attrice italiana (n. 1909)
- 24 aprile - Janko Blaho, tenore slovacco (n. 1901)
- 24 aprile - Pat Conway, attore statunitense (n. 1931)
- 24 aprile - Margherita di Grecia, principessa greca (n. 1905)
- 24 aprile - Friedrich Karl Topp, ammiraglio tedesco (n. 1895)
- 24 aprile - Daniele Vargas, attore italiano (n. 1921)
- 25 aprile - Paul Bontemps, siepista e mezzofondista francese (n. 1902)
- 26 aprile - Jim Davis, attore statunitense (n. 1909)
- 26 aprile - Giuseppe Ghiglione, calciatore italiano (n. 1895)
- 27 aprile - Enrico Martino, politico e diplomatico italiano (n. 1907)
- 28 aprile - Cliff Battles, giocatore di football americano statunitense (n. 1910)
- 28 aprile - Angiolo Profeti, pesista e discobolo italiano (n. 1918)
- 28 aprile - Mickey Walker, pugile statunitense
- 29 aprile - Felix Pollaczek, matematico austriaco (n. 1892)
- 29 aprile - Mabel Trunnelle, attrice statunitense (n. 1879)
- 30 aprile - Paco Bienzobas, allenatore di calcio e calciatore spagnolo (n. 1909)
- 30 aprile - François Bordes, geologo, archeologo e scrittore di fantascienza francese (n. 1919)
- 30 aprile - Carl Gripenstedt, schermidore svedese (n. 1893)
- 30 aprile - Peter Huchel, scrittore tedesco (n. 1903)